# Kanuma
Kanuma (鹿沼市, Kanuma-shi) est une ville située dans la préfecture de Tochigi, Japon.

## Géographie

### Situation
Kanuma est située dans l'ouest de la préfecture de Tochigi.

### Municipalités limitrophes
| Nikkō  | Nikkō   | Nikkō      |
| Midori | Kanuma  | Utsunomiya |
| Sano   | Tochigi | Mibu       |

### Démographie
En avril 2020, la population de Kanuma s'élevait à 95 227 habitants, répartis sur une superficie de 490,64 km2.

### Climat
Kanuma a un climat subtropical humide caractérisé par des étés chauds et des hivers froids avec de fortes chutes de neige. La température annuelle moyenne à Kanuma est de 13,1 °C. La pluviométrie annuelle moyenne est de 1 677,2 mm, septembre étant le mois le plus humide.

## Histoire
Kanuma était la ville fortifiée d'un domaine féodal au début de l'époque d'Edo. Même après l'abolition du domaine par le shogunat Tokugawa, la région continue de prospérer grâce à son emplacement sur le Nikkō Reiheishi Kaidō. Le bourg moderne de Kanuma a été créé le 1er avril 1889 et a été élevé au statut de ville le 10 octobre 1948.

## Transports
Kanuma est desservie par les routes :
- 国道121号 (Route nationale 121)
- 国道293号 (Route nationale 293)
- 国道352号 (Route nationale 352)

La ville est desservie par la ligne Nikkō de la JR East et la ligne Tōbu Nikkō de la Tōbu. Les gares de Kanuma et de Shin-Kanuma sont les principales gares de la ville.

## Symboles municipaux
Les symboles municipaux sont le cèdre du Japon et le Rhododendron indicum.

## Jumelages
- Adachi (Japon)
- Tieling (Chine)

## Personnalités liées à la municipalité
- Michio Yuzawa (1888-1963), homme politique
- Guts Ishimatsu (né en 1949), boxeur
- Hisashi Kurosaki (né en 1968), footballeur
- Sayaka Hirano (née en 1985), pongiste

Hayao Miyazaki a passé une partie de son enfance à Kanuma.